# استان بیسکای
بیسکای (اسپانیایی:Bizkaia) استانی در شمال اسپانیا، در جنوب بخش خودمختار سرزمین باسک است. بیسکای (Bizkaia، به اسپانیایی: Vizcaya) یکی از استان‌های جامعه خودمختار باسک در شمال اسپانیاست که وارث لردنشین بیسکای تاریخی به‌شمار می‌آید و در کرانهٔ جنوبی خلیجی به همین نام واقع شده‌است. مرکز این استان و بزرگ‌ترین شهر آن، بیلبائو است.
این استان هم‌مرز با دریای کانتابریا از شمال و استانهای کانتابریا، بورگوس، گوئیپوزکوا، آلاوا است.
مرکز استان شهر بیلبائو است.
جمعیت این استان ۱٬۱۳۳٬۴۴۴ نفر است (۲۰۰۲) که از این میان ۳۵٪ در شهر بیلبائو و ۸۸٪ در بیلبائو و حومه ساکن هستند.
مساحت استان ۲٬۲۱۷ کیلومتر مربع است و ۱۱۱ دهستان دارد.
بیسکای یکی از شناخته‌شده‌ترین و ثروتمندترین استان‌های اسپانیاست که از قرون وسطی به‌عنوان مرکز اصلی بازرگانی در اقیانوس اطلس مطرح بود و بعدها به یکی از بزرگ‌ترین قطب‌های صنعتی و مالی شبه‌جزیره ایبری تبدیل شد. با صنعت‌زدایی گسترده در دههٔ ۱۹۷۰، اقتصاد این استان بیشتر به بخش خدمات وابسته شد.

استان بیسکای

## ریشه‌شناسی
در زبان‌شناسی (برای نمونه کولدو میتخلنا) پذیرفته شده‌است که نام «بیسکایا» با واژهٔ «بیسکَر» (مانند بیسکاروس در آکیتن) هم‌ریشه است؛ این نام‌ها در سراسر کشور باسک و فراتر از آن به‌خوبی ثبت شده‌اند و به‌معنای «برآمدگی» یا «خط‌الرأس کم‌ارتفاع» هستند (برای نمونه، نام «Iheldo bizchaya» در سال ۱۱۴۱ برای کوه ایگلدو در سن سباستین ثبت شده‌است).

## نام‌ها

### «بیسکایا»
بیسکایا نام رسمی این استان است و در اسناد رسمی و رسانه‌های ملی اسپانیا به همین نام شناخته می‌شود. این شکل در نسخهٔ باسکی قانون اساسی اسپانیا و همچنین قانون خودمختاری سرزمین باسک (مصوب ۱۹۷۹) به‌کار رفته‌است.
در حال حاضر، تنها نام رسمی مورد تأیید شورای عمومی استان بیسکای و قوانین اسپانیا، چه در زبان اسپانیایی و چه در باسکی، همان «بیسکایا» است.

### «ویسکایا»
ویسکایا نسخهٔ اسپانیایی‌شده این نام است که در اسناد غیررسمی به کار می‌رود و فرهنگستان سلطنتی زبان اسپانیایی آن را توصیه کرده‌است. این نام همچنین در نسخهٔ اسپانیایی قانون اساسی و قانون خودمختاری به‌کار رفته و به‌صورت مشترک با شکل رسمی استفاده می‌شود.

## تاریخچه
سکونت انسان در بیسکای از دورهٔ میان‌پارینه‌سنگی آغاز شده‌است. شواهد باستان‌شناسی و نقاشی‌های غاری یافت‌شده در غارهای متعدد این منطقه بر آن گواهی می‌دهند. رومی‌ها حضور محدودی در منطقه داشتند و زبان باسکی و سنت‌های آن تا امروز حفظ شده‌اند.
به‌گفتهٔ آنتون ارکورا، وایکینگ‌ها در این منطقه پایگاه بازرگانی داشتند که تا سال ۸۲۵ میلادی از آن بیرون رانده شدند. نام «مونداکا» احتمالاً ریشه‌ای وایکینگی دارد، و خور مونداکا آسان‌ترین مسیر برای رسیدن به رود ابرو و در انتهای آن، دریای مدیترانه و مسیرهای بازرگانی بود.
نخستین اشارهٔ ثبت‌شده به نام «بیسکای» (به لاتین: Bizkai و Bizcai) در تاریخ‌نگاری آلفونسوی سوم در اواخر سدهٔ نهم میلادی آمده‌است، جایی که از مناطقی نام برده می‌شود که به فرمان آلفونسو اول دوباره اسکان داده شدند و برخی مناطق که «تحت مالکیت مردمان خود بودند»، از جمله بیسکای، تحت این روند قرار نگرفتند. در کدکس رودا در سدهٔ دهم میلادی نیز از بیسکای یاد شده‌است، جایی که از ازدواج ولاچکیتا، دختر سانچوی یکم پامپلونا با مونیوی ولاس، کنت آلابا، در بیسکای سخن گفته شده‌است. همچنین در سال ۱۰۷۰ در سند اهدایی به صومعهٔ Bickaga در خور مونداکا ثبت شده‌است.
در این دوره، بیسکای بخشی از پادشاهی ناوارا محسوب می‌شد. سپس به صورت منطقه‌ای خودمختار درآمد و در نهایت، به‌عنوان لردنشین بیسکای در تاج کاستیا ادغام شد.
در عصر نوین، بیسکای به یکی از مناطق بازرگانی و صنعتی مهم تبدیل شد. بندر بیلبائو به‌سرعت به دروازهٔ اصلی کاستیا به اروپا بدل شد. در سده‌های نوزدهم و بیستم، فراوانی سنگ‌آهن مرغوب و نبود نظام ارباب و رعیتی باعث رشد سریع صنعتی‌شدن منطقه شد.

### پارینه‌سنگی

#### پارینه‌سنگی میانه
نخستین شواهد سکونت انسان (گونهٔ نئاندرتال) در بیسکای به این دوره تعلق دارد. آثار موستری در سه محل یافت شده‌اند: بنتا لاپرا (کارانتسا)، کورتسیا (گچو) و موروا (در ناحیه دورانگو).

#### پارینه‌سنگی پسین
غار سانتیمامی‌یه در کورتسوبی دارای آثار فرهنگ شاتل‌پِرونی (نسبت‌داده‌شده به نئاندرتال‌ها) است.

مهم‌ترین جایگاه‌های سکونت انسان هوشمند (Homo sapiens) در این منطقه:
فرهنگ اورینیاسی: بنتا لاپرا، کورتسیا و لومنچا (لکئیتیو)
فرهنگ گراوتی: سانتیمامی‌یه، بولینکوبا (دورانگوآلده‌آ) و آتخورا (مارکینا)
فرهنگ سولوتره: سانتیمامی‌یه و بولینکوبا
فرهنگ ماگدالنی: سانتیمامی‌یه و لومنچا

هنر پارینه‌سنگی نیز در منطقه حاضر است. غار بنتا لاپرا دارای کهن‌ترین نقاشی‌هاست که احتمالاً به دورهٔ اورینیاسی یا سولوتره تعلق دارد و حیواناتی مانند گاومیش کوهان‌دار و خرس به همراه نشانه‌های انتزاعی در آن دیده می‌شوند. نقاشی‌های غارهای آرنازا (گالدامس) و سانتیمامی‌یه به دوره‌های بعدی (ماگدالنی) مربوط می‌شوند. در آرنازا، گوزن ماده موضوع اصلی است و در سانتیمامی‌یه، گاومیش، اسب، بز و گوزن نقش بسته‌اند.

#### میان‌سنگی
این دوره در بیسکای با فرهنگ آزیلی مشخص می‌شود. ابزارها کوچک‌تر و دقیق‌تر می‌شوند؛ شکار هنوز ادامه دارد، ولی ماهیگیری، گردآوری صدف و مصرف میوه‌های وحشی نیز اهمیت می‌یابد. سانتیمامی‌یه یکی از مهم‌ترین محوطه‌های این دوره است. دیگر محوطه‌ها: آرنازا، آتچتا (نزدیک سانتیمامی‌یه)، لومنچا، اورتیاگا، سانتا کاتالینا، بولینکوبا و سیلی‌برانکا هستند.

### نوسنگی
نخستین شواهد تماس با نوسنگی در کشور باسک به هزارهٔ چهارم پیش از میلاد می‌رسد، ولی تا آغاز هزارهٔ سوم پیش از میلاد، این منطقه به‌تدریج و بدون تغییرات اساسی، کشت کشاورزی و اهلی‌سازی گوسفند را پذیرفت. بیسکای تغییر چندانی را تجربه نکرد و فقط سه محل در این دوره شناخته شده‌اند: آرنازا، سانتیمامی‌یه و کوبی‌اگا (اِئا). نوآوری‌ها به گوسفند، بز اهلی و سفال اندکی محدود بود.
هم‌زمان با فناوری‌های نوسنگی، مگالیت‌سازی (سنگ‌افراشت) نیز وارد منطقه شد و تا حدود ۱۵۰۰ پیش از میلاد رایج‌ترین شیوهٔ تدفین باقی ماند.

### عصر مس و عصر برنز
در دوره‌های عصر مس و عصر برنز، در حالی که جمعیت رو به افزایش بود، سکونت در فضای باز بیشتر شد، ولی استفاده از غارها و پناهگاه‌های طبیعی در بیسکای ادامه یافت. شکار اهمیتی کمتر یافت و مردم بیشتر به پرورش گوسفند، بز و مقدار کمی گاو تکیه داشتند. ابزارهای فلزی رایج شدند، ولی ابزارهای سنگی نیز همچنان به‌کار می‌رفتند.
الگوهای سفال‌سازی تا پیش از ورود فرهنگ جام ناقوسی ادامه داشتند و بدون نقش بودند.
محوطه‌های این دوره سراسر بیسکای را دربر می‌گیرند و بسیاری در فضای باز هستند، اما غارهای مهم پارینه‌سنگی همچنان مورد استفاده بوده‌اند.

### عصر آهن
محوطه‌های اندکی برای این دوره شناسایی شده‌اند. غارها عمدتاً ترک شده‌اند، ولی هنوز برخی یافته‌ها در آن‌ها دیده می‌شود. غارهای مهم مانند آرنازا، سانتیمامی‌یه و لومنچا همچنان سکونت‌گاه بوده‌اند.

### دورهٔ روم

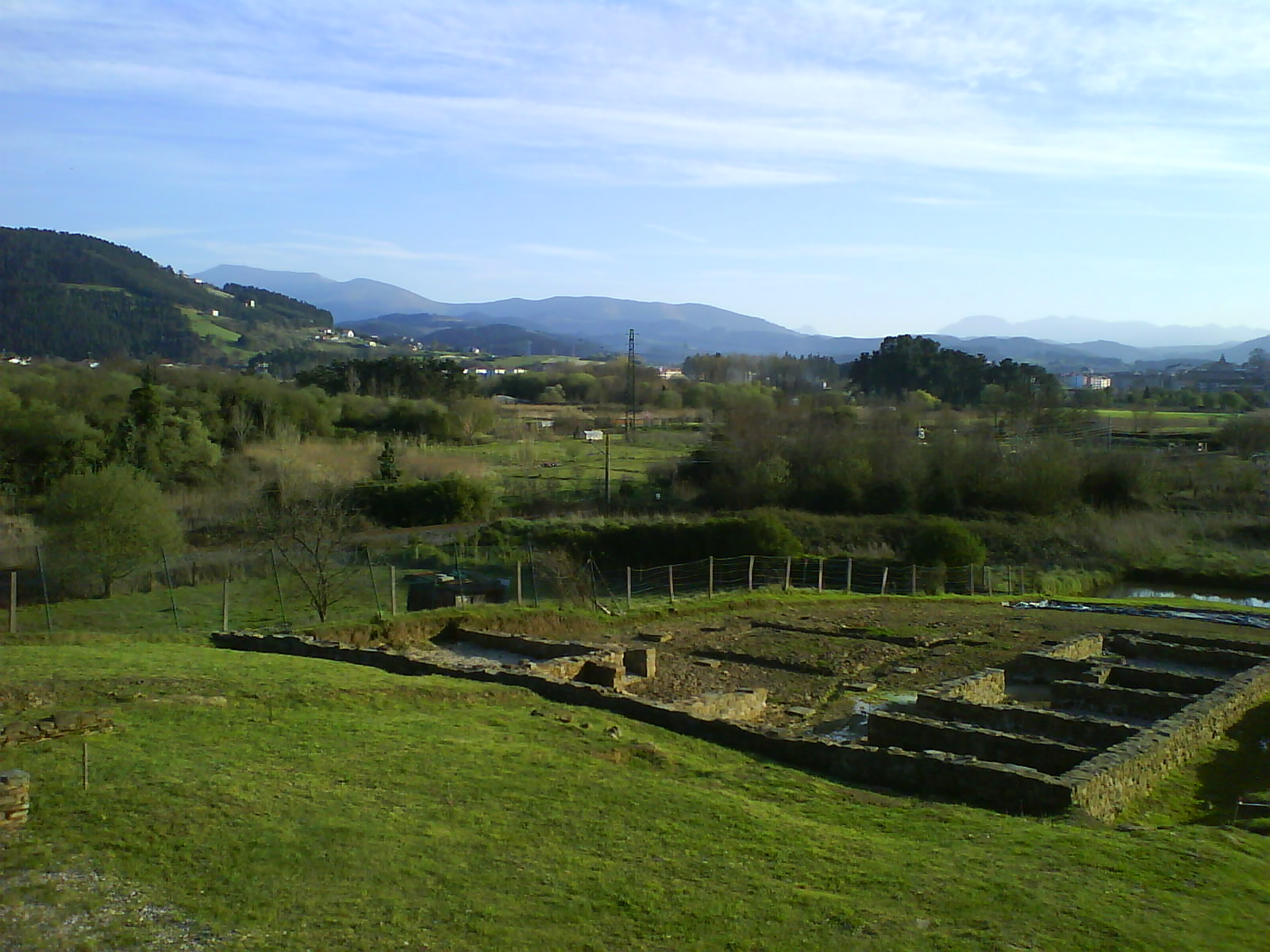
بازمانده‌های شهر رومی در فوروا

جغرافی‌دانان رومی در سرزمینی که امروزه به‌نام بیسکای شناخته می‌شود، دو قبیله را شناسایی کرده‌اند: «کاریستی‌ها» و «اوتریگون‌ها». قبیلهٔ کاریستی در بیسکای مرکزی، در شرق خور بیلبائو ساکن بودند و به شمال آلابا و برخی مناطق گیپوسکوا تا رود دبا نیز گسترش داشتند. قبیلهٔ اوتریگون در غربی‌ترین بخش بیسکای و آلابا ساکن بود و به استان‌های کانتابریا، بورگوس و لاریوخا نیز گسترش یافته بود. بر پایهٔ شواهد باستان‌شناسی، تاریخی و واژه‌شناسی، گمان می‌رود این قبایل به زبان باسکی سخن می‌گفته‌اند. مرزهای گویش بیسکایی زبان باسکی با قلمرو کاریستی‌ها هم‌پوشانی دارد، به‌جز مناطقی که زبان قدیمی در آن‌ها از بین رفته‌است.
هیچ نشانه‌ای از مقاومت در برابر اشغال رومی‌ها در سراسر منطقهٔ باسک (به‌جز آکیتن) دیده نمی‌شود تا دوره‌های پایانی نظام فئودالی. منابع رومی از شهرهایی مانند فلاویوبریگا و پورتوس آمانوس در منطقه یاد کرده‌اند، ولی محل دقیق آن‌ها هنوز کشف نشده‌است. محوطهٔ فوروا نزدیک گرنیکا شواهد باستان‌شناسی معتبری از حضور رومی‌ها در بیسکای ارائه داده‌است.
در دورهٔ پایانی امپراتوری روم، بیسکای همراه با دیگر بخش‌های کشور باسک، ظاهراً علیه سلطهٔ رومیان و جامعهٔ نوظهور فئودالی شورش کرده‌است.

### سده‌های میانه
در اوایل قرون وسطی، تاریخ بیسکای را نمی‌توان از تاریخ کلی کشور باسک جدا دانست. این منطقه در عمل مستقل بود، هرچند که ویزگوت‌ها و فرانک‌ها گه‌گاه تلاش می‌کردند بر آن سلطه یابند. درگیری‌های میان باسکی‌ها و ویزگوت‌ها اغلب به شکست باسکی‌ها انجامید. ویزگوت‌ها در محل شهر بعدی ویتوریا-گاستیز پایگاهی برای مهار تهاجمات و مهاجرت باسکی‌ها از مناطق ساحلی به شمال ایجاد کردند.
در سال ۹۰۵ میلادی، منابع تاریخی پادشاهی لئون برای نخستین‌بار از پادشاهی پامپلونا یاد می‌کنند که شامل تمام استان‌های غربی کشور باسک و نیز منطقهٔ لاریوخا بود. مناطقی که بعدها بیسکای را شکل دادند، در این قلمرو جای داشتند.

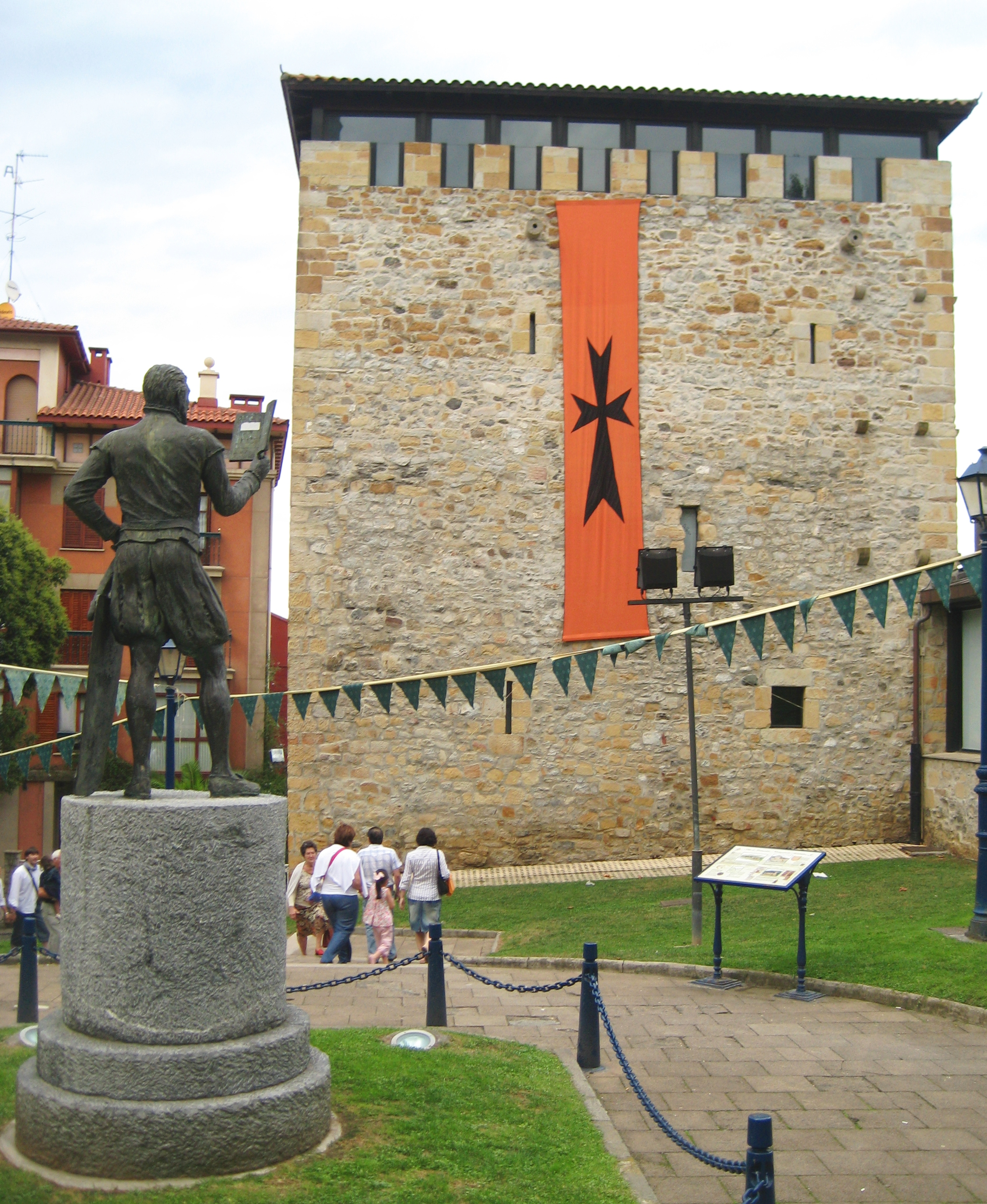
یادبود لوپه گارسیا د سالازار (۱۳۹۹–۱۴۷۶) در برابر یکی از برج‌هایش در پورتوگالته

در درگیری‌های میان پادشاهی کاستیا و پامپلونا/ناوارا در سده‌های یازدهم و دوازدهم، بسیاری از زمین‌داران منطقهٔ لاریوخا از کاستیایی‌ها حمایت کردند تا املاک خود را طبق قانون فئودالی کاستیا تثبیت کنند. این اشراف‌زادگان طرفدار کاستیا به رهبری خاندان هارو، سرانجام ادارهٔ منطقهٔ تازه‌تشکیل‌شدهٔ بیسکای را به‌دست آوردند. این منطقه در آغاز شامل دره‌های اوریبه، بوستوریا، مارکینا، سورنوچا، آراتیا، چند شهر و شهر اوردونیا بود. زمان دقیق این رخداد روشن نیست، ولی طبق سنت، نخستین لرد بیسکای، «اینیگو لوپس» در سال ۱۰۴۳ میلادی بود.
عنوان لردنشینی از نوادگان اینیگو لوپس به‌ارث رسید تا این‌که در سال ۱۳۷۰ به خوآن یکم کاستیا منتقل شد و تبدیل به یکی از القاب پادشاه کاستیا شد. از آن زمان، این عنوان با تاج پادشاهی کاستیا و سپس با اسپانیا (از زمان شارل پنجم) همراه بود. لرد موظف بود برای حفظ فوئرو (قوانین محلی بیسکای برگرفته از عرف باسکی و ناواری) سوگند یاد کند؛ قوانینی که بر پایهٔ آن، مردم بیسکای صاحبان اصلی حاکمیت بودند و به‌طور نظری، حق داشتند لرد را رد کنند.
لردها و سپس پادشاهان، موظف بودند که در کنار درخت بلوط گرنیکا به قوانین محلی سوگند یاد کنند، جایی که مجلس لردنشین برگزار می‌شد.

### دوران نوین

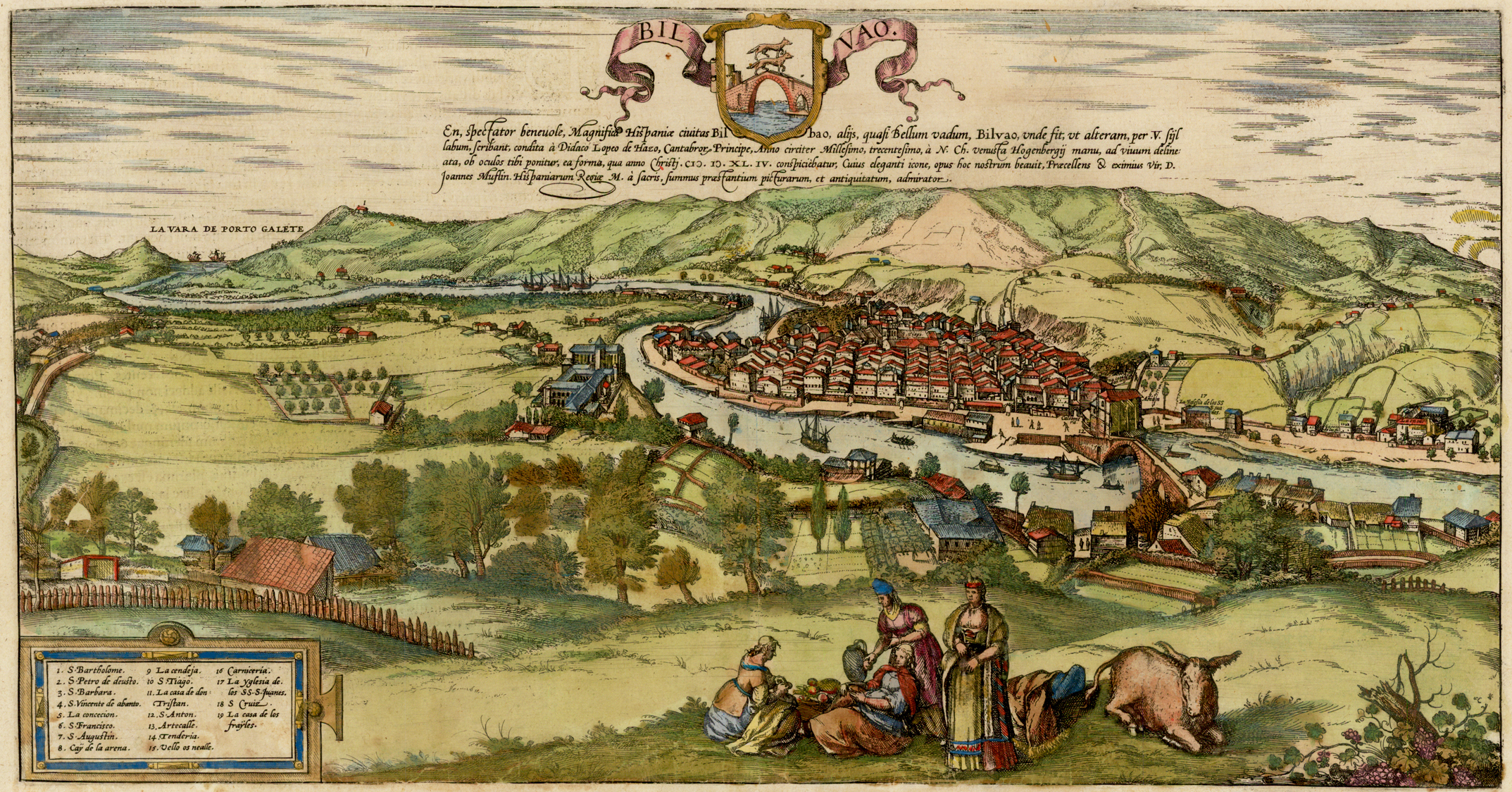
بیلبائو در سال ۱۵۷۵

در دوران نوین، بازرگانی اهمیت فراوانی یافت، به‌ویژه برای بندر بیلبائو که در سال ۱۵۱۱ میلادی امتیازاتی از شاهان برای تجارت با دیگر بنادر امپراتوری اسپانیا دریافت کرد. بیلبائو از پیش بندر اصلی کاستیا بود که پشم را به فلاندر صادر و کالا وارد می‌کرد.
در سال ۱۶۲۸، قلمرو جداگانهٔ دورانگو به بیسکای پیوست. در همین سده، شهرهای موسوم به «چارترشده» در غرب بیسکای نیز در تاریخ‌های مختلفی به این استان پیوستند و انکارتاسیونس (انکارترریاک) را به‌عنوان یک زیرمنطقه تشکیل دادند.

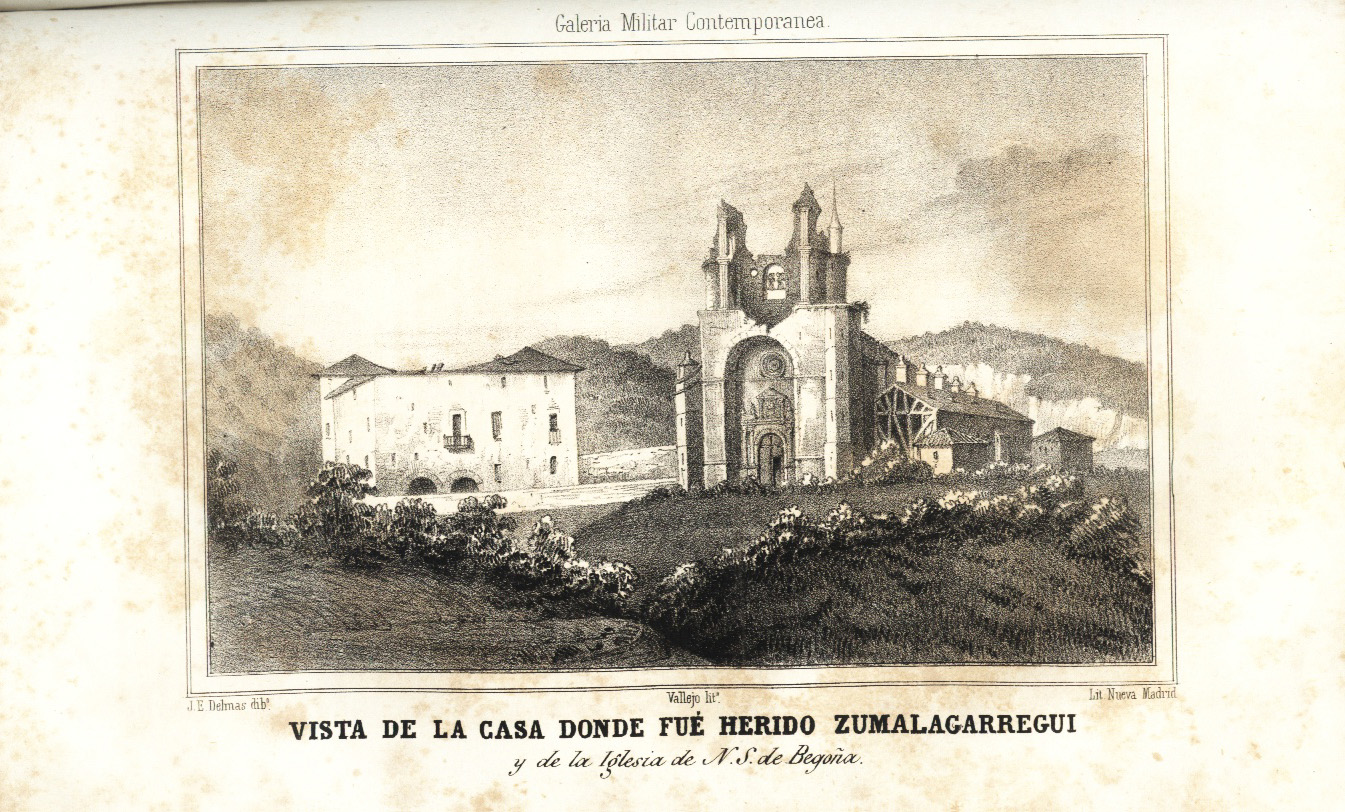
خانه‌ای که توماس د سوما‌لاکاره‌گی، ژنرال کارلیست در آن زخمی شد و بازلیکهٔ بگونیا در ۱۸۳۵، پس از محاصرهٔ بیلبائو

شهرهای ساحلی ناوگانی بزرگ داشتند که عمدتاً درگیر ماهیگیری و تجارت بودند. این ناوگان همراه با دیگر شهرهای باسکیِ گیپوسکوا و لابورد، عامل اصلی انقراض نسبی نهنگ راست شمالی در خلیج بیسکای و تأسیس ناپایدار نخستین سکونتگاه‌های اروپایی در نیوفاندلند بودند. آن‌ها گاه با قدرت‌های دیگر ازجمله انگلستان پیمان‌های جداگانه‌ای امضا می‌کردند.
پس از جنگ‌های ناپلئونی، بیسکای و دیگر استان‌های باسک در معرض تهدید دادگاه اسپانیا برای حذف حکومت خودمختارشان قرار گرفتند. همین تهدید، در کنار کشمکش‌های سلطنتی، موجب جنگ‌های کارلیستی شد. دولت بیسکای و دیگر استان‌های باسک از کارلوس پنجم که پادشاهی خودکامه و حامی سنت‌ها بود حمایت کردند.
با این‌حال، بسیاری از شهرها، از جمله بیلبائو، در صف لیبرال‌ها و دولت مادرید قرار داشتند. با شکست کارلیست‌ها، این جنگ‌ها در نهایت به پایان خودمختاری بیسکای و دیگر استان‌ها انجامید.
در دههٔ ۱۸۵۰، ذخایر عظیم سنگ‌آهن مرغوب در بیسکای کشف شد که سرمایه‌گذاری خارجی به‌ویژه از انگلستان و فرانسه را به‌دنبال داشت. استخراج و بهره‌برداری از این منابع به رشد صنعتی‌شدن منطقه انجامید و بیسکای را به یکی از ثروتمندترین استان‌های اسپانیا تبدیل کرد. در این دوره، خاندان‌های سرمایه‌دار بزرگی چون «یبارا»، «چاوارری» و لزاما-لِگیزامون پدید آمدند. همچنین، گروه‌های صنعتی (مانند ایبردرولا و آلتوس‌اورنوس د بیسکایا) و بانکی (مانند بانک بیلبائو ویسکایا آرجنتاریا - BBVA) ایجاد شدند.

### سدهٔ بیستم

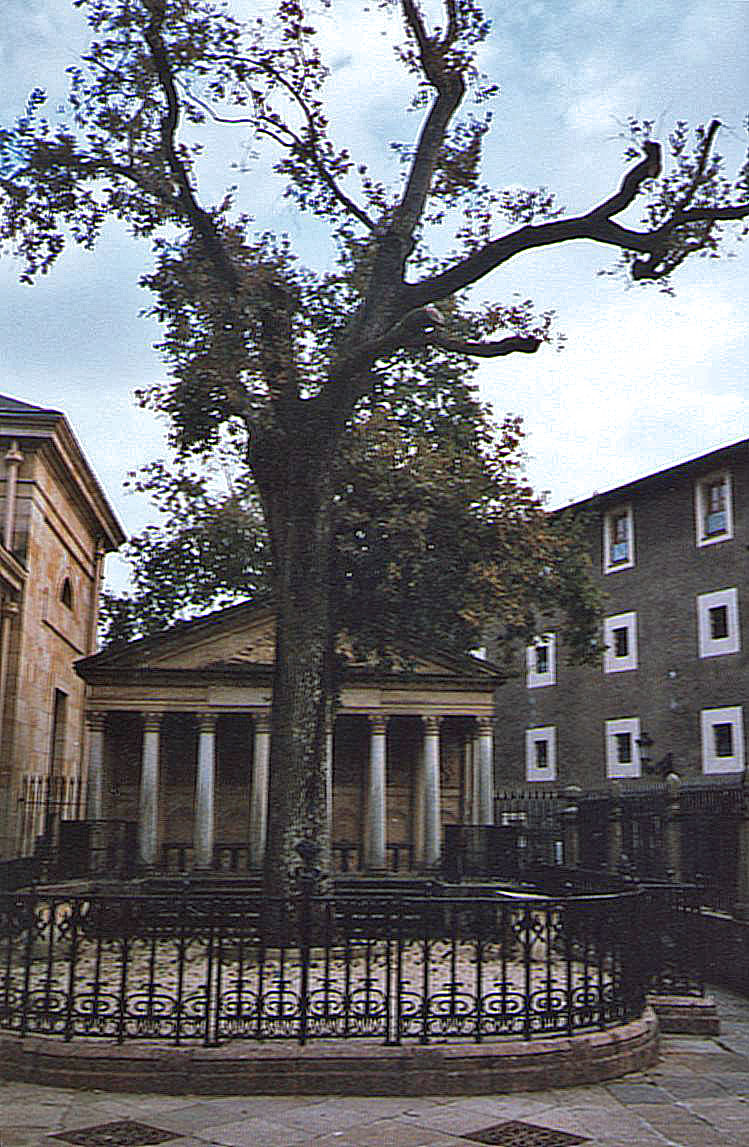
درخت گرنیکا، نماد نهادهای باسکی

در دوران جمهوری دوم اسپانیا، حزب ملی‌گرای باسک (PNV) ادارهٔ بیسکای را در دست داشت. با آغاز جنگ داخلی اسپانیا در سال ۱۹۳۶، بیسکای در جبههٔ جمهوری‌خواهان علیه فرانسیسکو فرانکو قرار گرفت. اندکی بعد، جمهوری اسپانیا قانون خودمختاری کشور باسک را به رسمیت شناخت، اما به‌دلیل سلطهٔ فاشیست‌ها، این خودمختاری فقط بر بیسکای و چند روستا اجرایی شد.
با پیشروی ارتش فرانکو از ناوارا، برای دفاع از بیلبائو، دژهایی موسوم به «کمربند آهنین» ساخته شد، اما مهندس پروژه، خوزه گویکوچه‌آ، به نیروهای ملی‌گرا پیوست و دفاعیات نیمه‌کاره، بی‌اثر ماند. در سال ۱۹۳۷، هواپیماهای آلمانی تحت فرمان فرانکو گرنیکا را بمباران کردند؛ چند هفته پیش از آن، دورانگو نیز بمباران شده بود. کمی بعد، بیلبائو نیز سقوط کرد. ارتش باسک (Eusko Gudarostea) به سانتونیا عقب‌نشینی کرد و در آن‌جا طبق توافق‌نامهٔ سانتونیا تسلیم نیروهای ایتالیایی شد، ولی ایتالیایی‌ها نیروها را به فرانکو تحویل دادند. دیگر نیروهای جمهوری‌خواه این تسلیم را خیانت باسکی‌ها دانستند.
در دوران دیکتاتوری فرانکو، فقط بیسکای و گیپوسکوا به‌عنوان «استان‌های خائن» شناخته شده و همه‌گونه خودمختاری از آن‌ها گرفته شد. پس از مرگ فرانکو در ۱۹۷۵، دموکراسی در اسپانیا برقرار شد. قانون اساسی ۱۹۷۸، فوئروهای باسکی را پذیرفت و در ۱۹۷۹، قانون خودمختاری گرنیکا تصویب شد که بر پایهٔ آن، بیسکای، آلابا و گیپوسکوا جامعهٔ خودمختار باسک را با پارلمانی مستقل تشکیل دادند. در این دورهٔ دموکراتیک، نامزدهای حزب ملی‌گرای باسک همواره در بیسکای برندهٔ انتخابات بوده‌اند. در سال‌های اخیر، قانون استانی اصلاح شد تا شهرها، ازجمله اوردونیا نیز، که پیش‌تر تحت حقوق مدنی اسپانیا اداره می‌شدند، به قانون محلی بپیوندند.

## جغرافیا

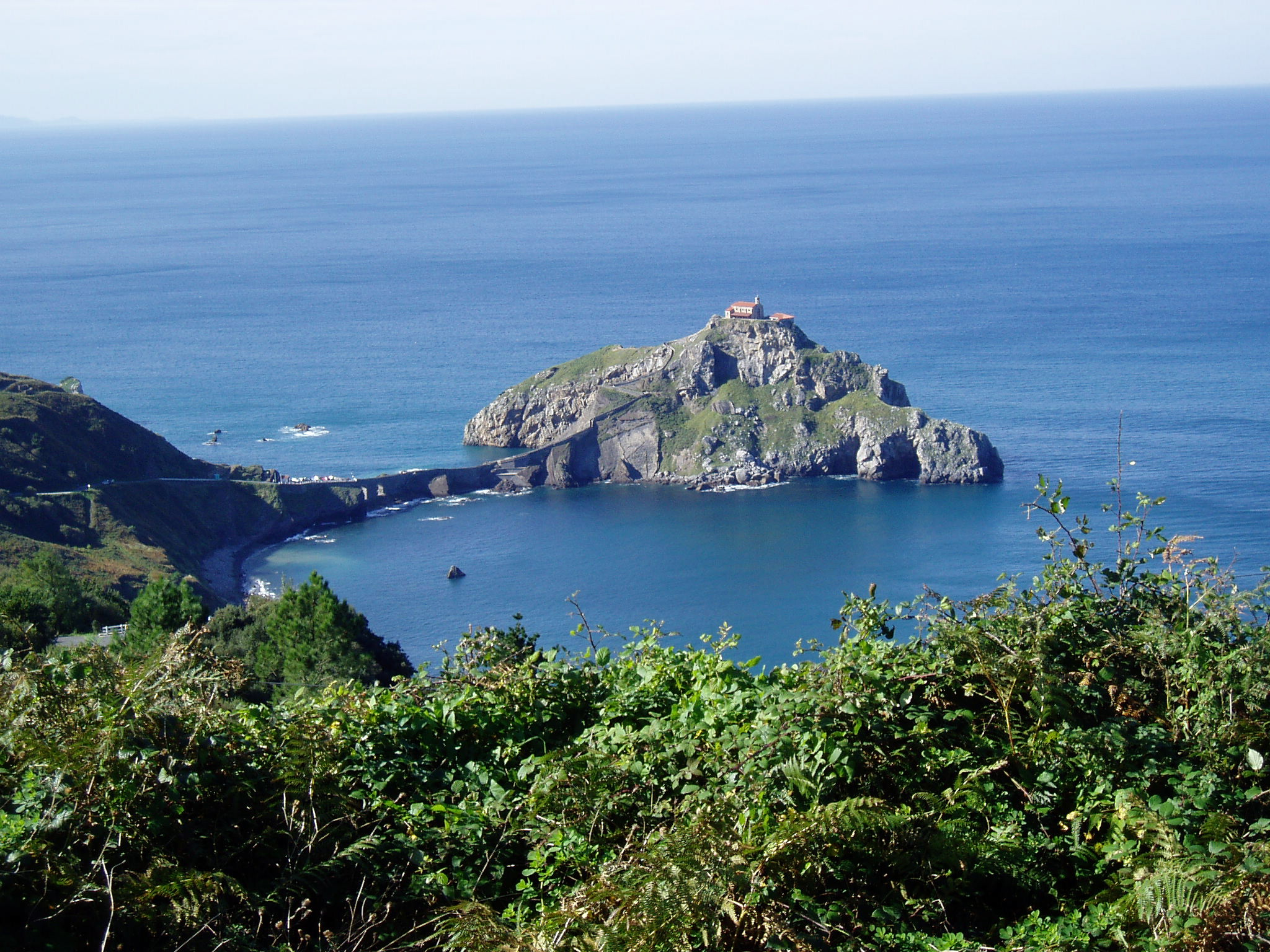
گاستلوگاتسه در برمئو

استان بیسکای از غرب با جامعهٔ خودمختار کانتابریا و استان بورگوس (در کاستیا و لئون), از شرق با استان گیپوسکوا و از جنوب با آلابا هم‌مرز است. از شمال نیز به دریای کانتابری (خلیج بیسکای) راه دارد. اوردونیا (به باسکی: «اوردوئینا») یک برون‌بوم بیسکایی است که میان استان‌های آلابا و بورگوس جای گرفته‌است.

### اقلیم

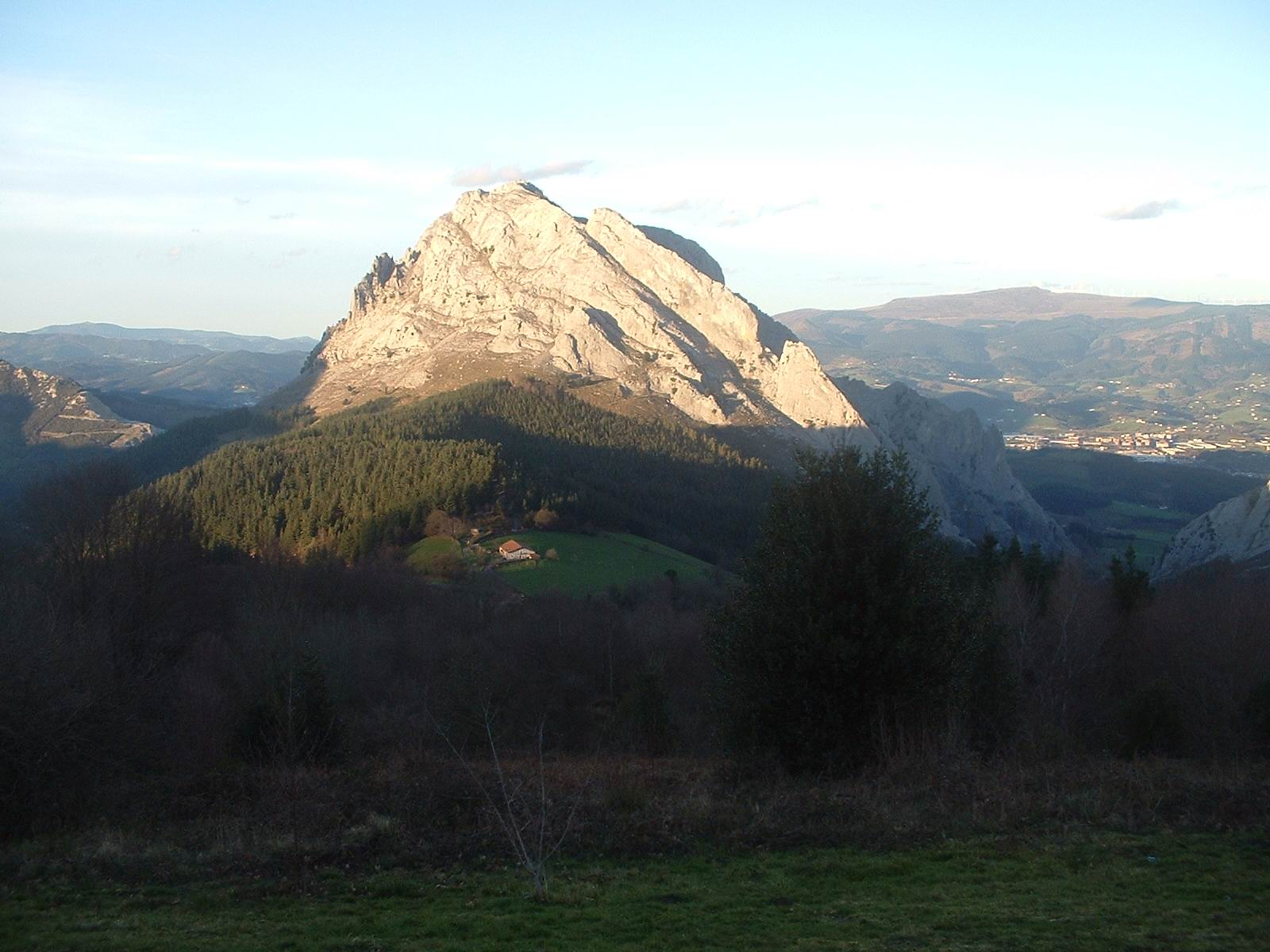
اونچی‌یایتس در رشته‌کوه اورکیولا

آب‌وهوای این استان اقلیم اقیانوسی است؛ بارندگی در آن در تمام طول سال زیاد است و دمای هوا معتدل می‌ماند که باعث رشد پوشش گیاهی سرسبز می‌شود. در نواحی مرتفع داخلی، دما شدیدتر و برف در زمستان رایج‌تر است. میانگین بیشینهٔ دمای هوای شهر بیلبائو بین حدود ۱۳ درجه سلسیوس (۵۵ درجه فارنهایت) در ژانویه و ۲۶ درجه سلسیوس (۷۹ درجه فارنهایت) در اوت است.

### ویژگی‌ها

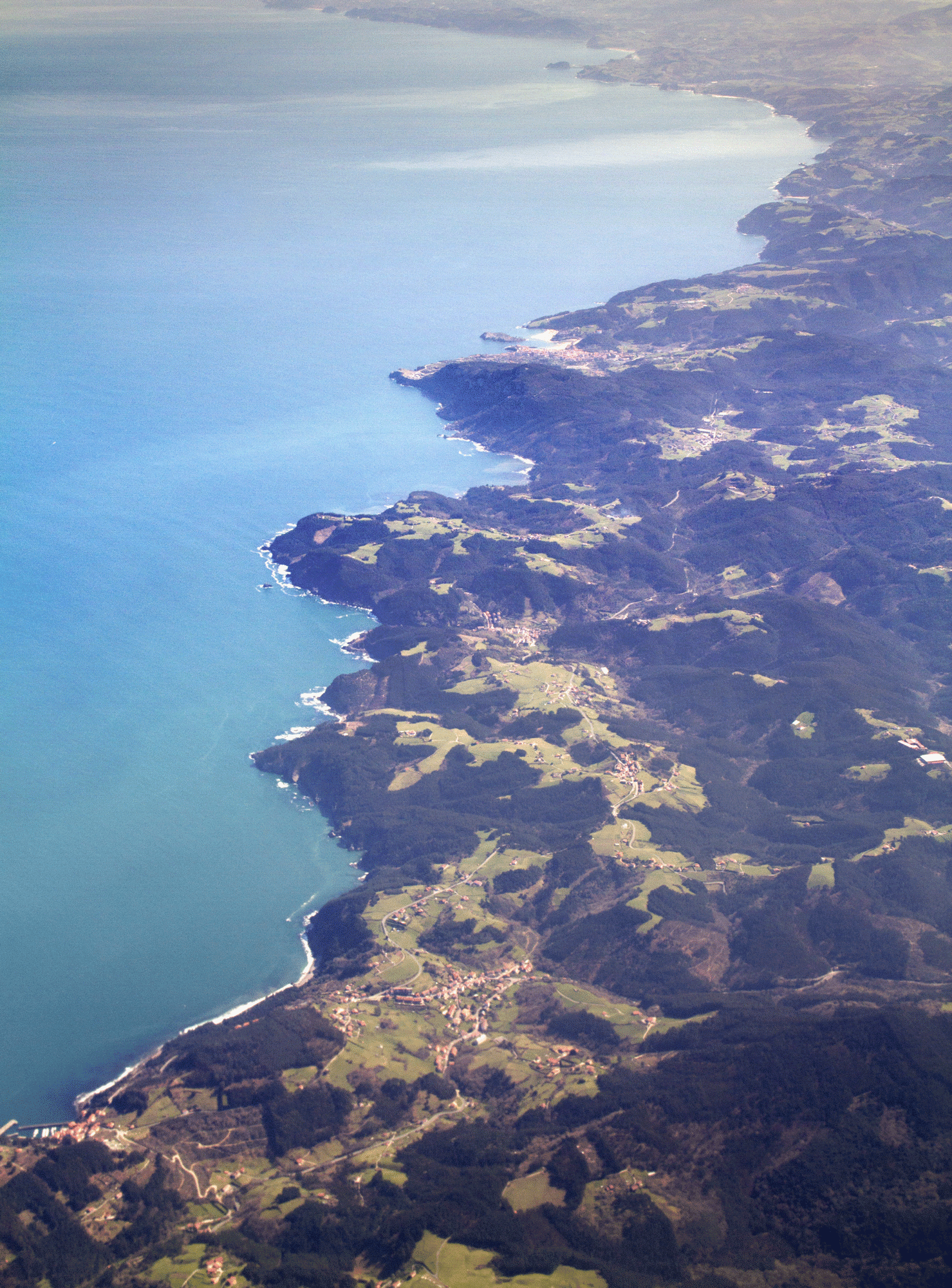
ساحل بیسکای از الانتچوبه به‌سوی شرق

مهم‌ترین ویژگی‌های جغرافیایی استان عبارت‌اند از:
رشته‌کوه‌های بلند جنوبی که بخشی از کوه‌های باسک هستند و دیواره‌ای پیوسته میان حوضه‌های آبریز اقیانوس اطلس و دریای مدیترانه ایجاد کرده‌اند. ارتفاع گذرگاه‌ها در این ناحیه کمتر از ۶۰۰ متر از سطح دریا نیست. این رشته‌کوه‌ها از غرب به شرق چنین‌اند: «اوردونته» (زالاما، ۱۳۹۰ متر)، «سالبادا» (۱۱۰۰ متر)، گوربئا (۱۴۸۱ متر) و اورکیولا (آنبوتو، ۱۳۳۱ متر).
ناحیهٔ میانی که دره‌های رودخانه‌ای اصلی در آن جای دارند، مانند نرسیون، ایبایثابال و کاداگوا. رود کاداگوا از غرب به شرق از اوردونته می‌آید، رود نرسیون از جنوب به شمال از اوردونیا جاری است و ایبایثابال از شرق به غرب از اورکیولا می‌گذرد. رود آراتیا نیز از گوربئا به‌سوی شمال جاری است و به ایبایثابال می‌پیوندد. هر دره با رشته‌کوه‌هایی مانند گانکوگورتا (۹۹۸ متر) از دیگری جدا می‌شود. کوه‌های دیگری چون اوئیس دره‌های اصلی را از دره‌های شمالی جدا می‌کنند. رودهای شمالی شامل آرتیبای، لئا، اوکا و بوترون هستند.
ساحل: ویژگی‌های اصلی آن، خور بیلبائو است که در آن رودهای اصلی به دریا می‌ریزند و خور گرنیکا (اوردایبای). خط ساحلی عمدتاً مرتفع، صخره‌ای و شامل خلجان‌ها و بریدگی‌های کوچک است.

## بخش‌های اداری

### تاریخی
در گذشته، بیسکای به واحدهایی به‌نام «مِرینداد» (به باسکی: اسکوالدئاک) تقسیم می‌شد. این واحدها به دو دسته تقسیم می‌شوند: «اصلی» (بنیادین) و «پیوسته» (ضمیمه‌شده در مراحل بعدی).
بخش‌های اصلی (شماره‌ها به موقعیت در نقشه اشاره دارند):
اوریبه1
بوستوریا2
مارکینا3
بدیا4
آموربیه‌تا (یا سورنوچا)5
آراتیا6

بخش‌هایی که بعداً به بیسکای افزوده شدند:
دورانگو
انکارتری
اوروزکو
اوردونیا

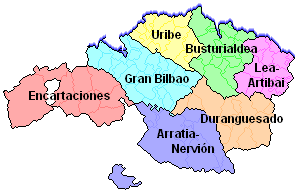
نقشهٔ ناحیه‌های بیسکای یا «کومارکاها»

و برخی دیگر از شهرها و روستاهای مستقل.

### دوران معاصر

نقشهٔ شهرداری‌های کنونی بیسکای

امروزه، استان بیسکای به هفت کومارکا (شهرستان یا ناحیه) تقسیم می‌شود. هر ناحیه، پایتخت، تقسیمات فرعی و شهرداری‌های خود را دارد.
این ناحیه‌ها عبارت‌اند از:
کلان‌شهر بیلبائو، که معمولاً خود به زیرناحیه‌هایی تقسیم می‌شود: 
- - بیلبائو
  - ساحل چپ (بیسکای)
  - اوریبه کوستا
  - چوری‌اری
  - اوریبه جنوبی (هگو اوریبه)

مونگیالده‌آ
انکارتری
بوستوریالده‌آ
دورانگالده‌آ
لئا-آرتیبای
آراتیا-نِربیوی

## جمعیت
تا سال ۲۰۲۴، بیسکای ۱٬۱۵۹٬۳۶۸ نفر جمعیت دارد و تراکم جمعیت آن ۵۲۲٫۹ نفر در هر کیلومتر مربع است که پس از مادرید و بارسلونا، سومین استان پرتراکم اسپانیا محسوب می‌شود. در سال ۱۹۸۱، بیسکای پنجمین استان پرجمعیت اسپانیا بود. با وجود بحران جمعیتی پس از گذار به دموکراسی در اسپانیا، این استان اکنون یازدهمین استان پرجمعیت کشور است.
بر پایهٔ نظرسنجی سال ۲۰۲۱، ۳۰٫۶٪ از جمعیت بیسکای به زبان باسکی سخن می‌گویند.
پرجمعیت‌ترین شهرداری‌ها (۲۰۲۴):

## حکومت و نهادهای فورال
نهادهای حکومتی و فورال بیسکای به‌عنوان یکی از سرزمین‌های تاریخی کشور باسک شامل مجالس عمومی بیسکای و دیپوتاسیون فورال بیسکای هستند.

### مجالس عمومی (Juntas Generales)

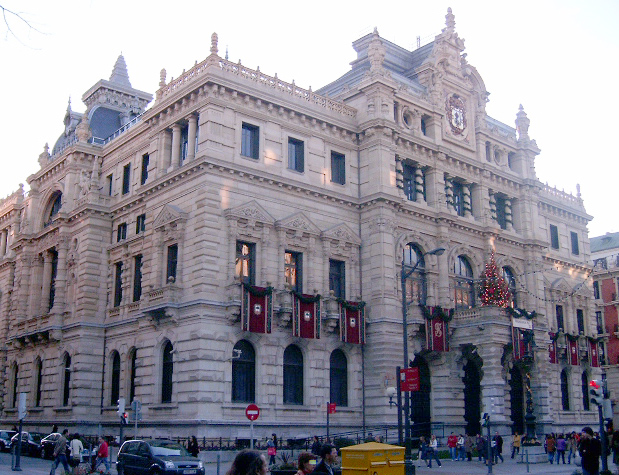
ساختمان دیپوتاسیون فورال در بیلبائو

مجالس عمومی بیسکای یک مجلس تک‌مجلسی با قدرت قانون‌گذاری در استان است. اعضای آن، به‌نام «آپودرادوس»، از طریق رأی‌گیری همگانی انتخاب می‌شوند و هر چهار سال یک‌بار انتخابات برگزار می‌شود.
پس از انتخابات سال ۲۰۱۵، ترکیب این مجلس به شرح زیر بود:

### دیپوتاسیون فورال
دیپوتاسیون فورال نهاد اجرایی و دارای اختیارات قانونی در بیسکای است. این نهاد توسط «معاون کل» (Ahaldun Nagusia) رهبری می‌شود که در حال حاضر اونای رمنتریا از حزب ملی‌گرای باسک این سمت را دارد. وی توسط مجالس عمومی و دیگر نمایندگان انتخاب می‌شود.

## ترابری

### جاده‌ها
بیسکای از طریق دو بزرگراه اصلی به سایر استان‌ها متصل است:
بزرگراه AP-8 یا «بزرگراه کانتابری» که بیلبائو و دورانگو را به مرز فرانسه متصل می‌کند و از ایبار، زارائوتس و دونستیا در گیپوسکوا عبور می‌کند.
بزرگراه AP-68 یا «بزرگراه باسکی-آراگونی» که بیلبائو را به ساراگوسا از راه تودلا، کالاهورا و لوگرونیو پیوند می‌دهد.

همچنین جاده‌های فرعی متعددی بیلبائو را به دیگر شهرهای استان متصل می‌کنند.

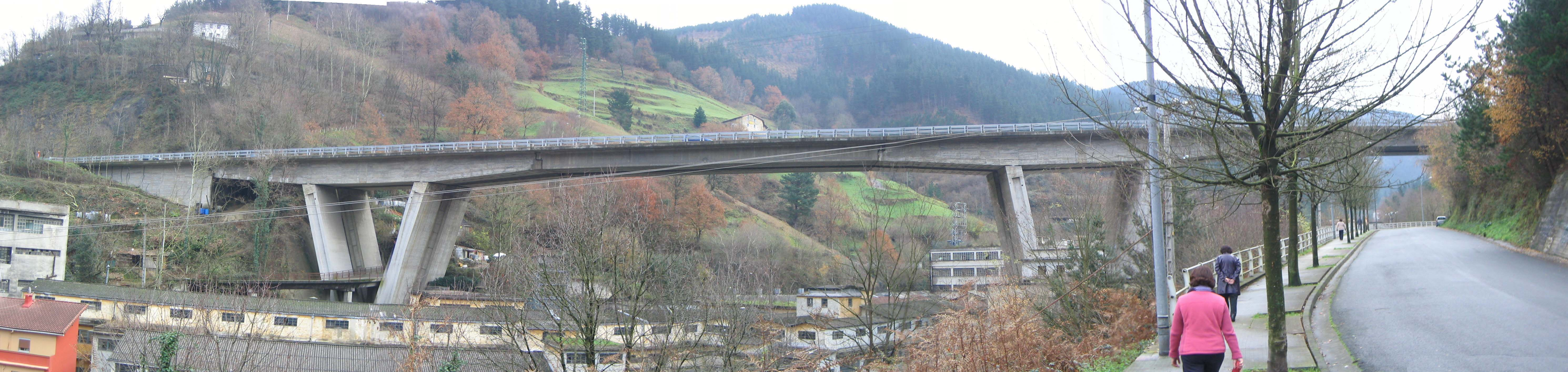
بزرگراه کانتابری

### هوایی

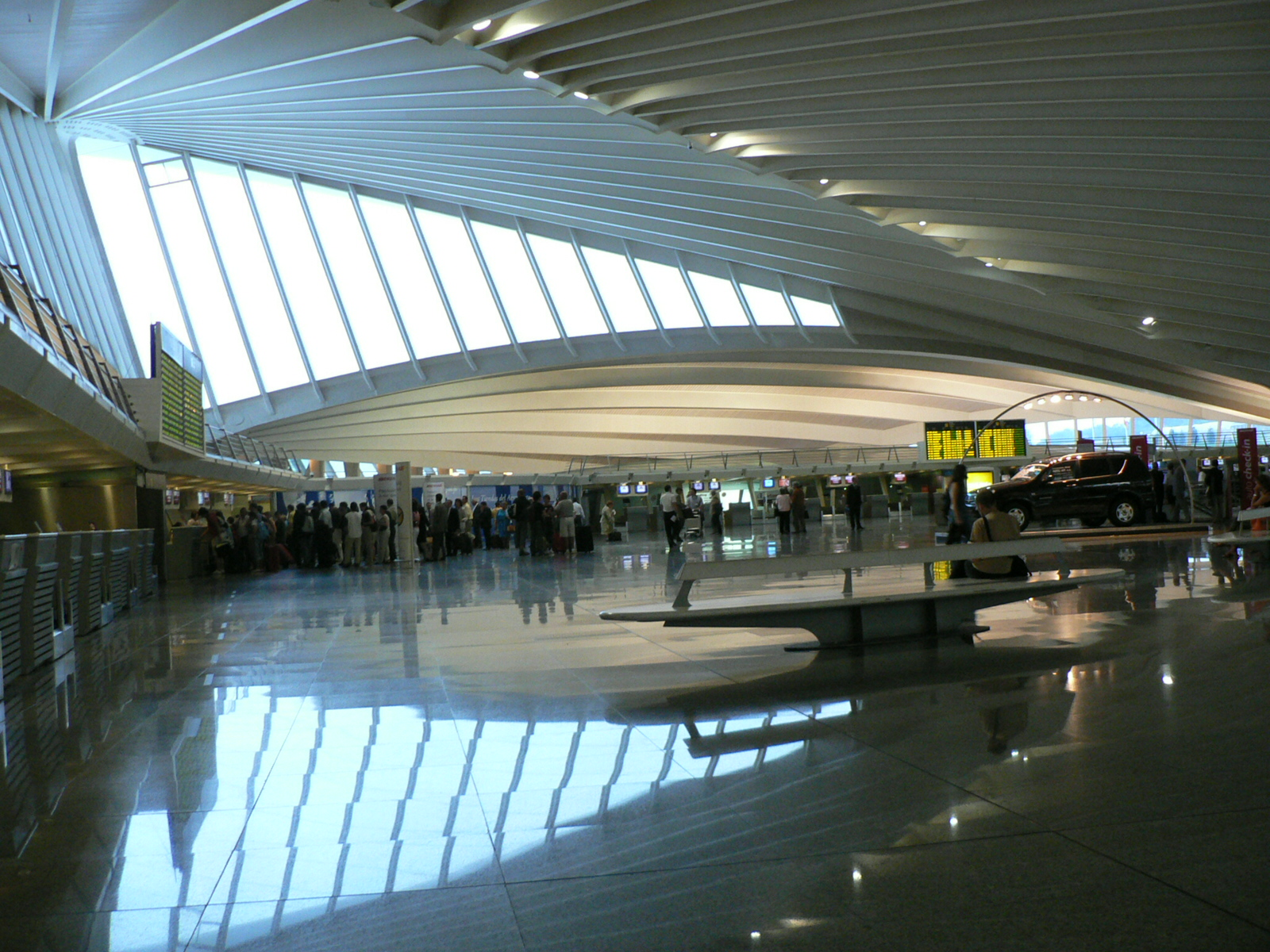
فرودگاه بیلبائو در شهر لئویو

تنها فرودگاه بیسکای، فرودگاه بیلبائو است که به‌عنوان مهم‌ترین مرکز پروازهای شمال اسپانیا شناخته می‌شود و شمار مسافران آن در ترمینال جدید همواره در حال افزایش است. این فرودگاه در شهرداری‌های لئویو و سوندیکا واقع شده‌است.

### قطار حومه‌ای
بیسکای دارای چندین سامانهٔ قطار حومه‌ای است که توسط شرکت‌های مختلف اداره می‌شوند:
سرکانیاس بیلبائو، سامانهٔ قطارهای ملی حومه‌ای تحت مدیریت رنفه است و بیلبائو و حومهٔ آن را به شهرهایی چون باراکالدو، سانتورتزی، موسکیس، اوردونیا، بالماثدا و دیگر شهرها متصل می‌کند.

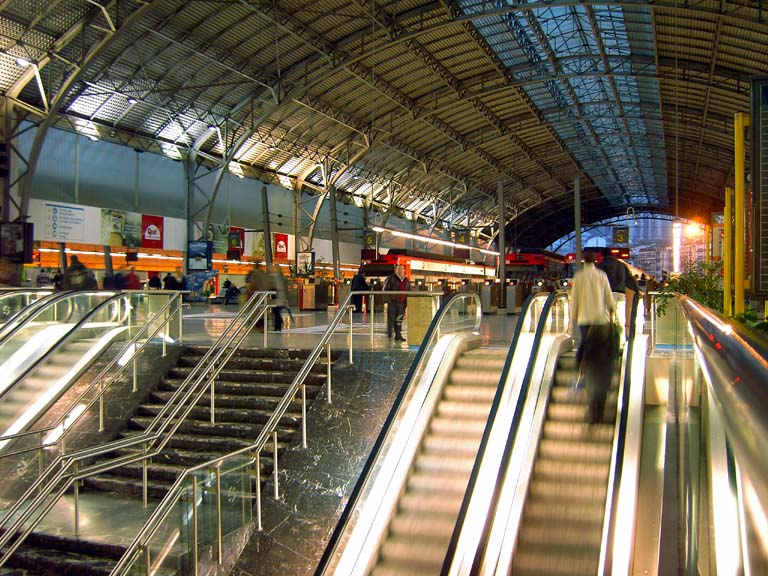
ایستگاه اصلی بیلبائو

شرکت اوسکوترن سه خط حومه‌ای در استان دارد که همگی از بیلبائو آغاز می‌شوند. یکی به دورانگالده‌آ و سپس به دونستیا (در گیپوسکوا) می‌رسد و دو خط دیگر بیلبائو را به ناحیه‌های بوستوریالده‌آ و چوری‌اری متصل می‌کنند.

### راه‌آهن سراسری
بیلبائو-آباندو ایستگاه اصلی استان بیسکای است که قطارهای منظم به استان‌هایی چون بورگوس، مادرید و بارسلونا را ارائه می‌دهد (توسط رنفه). شرکت FEVE نیز قطارهایی به کانتابریا و لئون در کاستیا و لئون دارد.
راه‌آهن پرسرعت باسک (Basque Y) پروژه‌ای آینده‌نگر برای اتصال سه شهر بیلبائو (در بیسکای)، دونستیا (در گیپوسکوا) و ویتوریا-گاستیز (در آلابا) از طریق خط پرسرعت است.

### مترو
متروی بیلبائو سامانهٔ مترو است که شهر بیلبائو و کلان‌شهر آن (کلان‌شهر بیلبائو) را پوشش می‌دهد. این سامانه شهر را به شهرداری‌هایی چون باسائوری، باراکالدو، سانتورتزی و گچو متصل می‌کند.

## گردشگری
شهر بیلبائو، مرکز استان بیسکای، به‌سبب موزه گوگنهایم بیلبائو و خور بیلبائو شهرت جهانی دارد.
مکان‌ها و آثار دیدنی:
خانهٔ شوراها (Casa de Juntas) و درخت گرنیکا در گرنیکا
خانهٔ شوراهای «آبیانادا» در منطقهٔ انکارتری
غار پوزالاگوا در کارانتسا نزدیک بالماثدا
پل بیسکای، که پورتوگالته و گچو را به‌هم پیوند می‌دهد
سانتیمامی‌یه و جنگل اوما
مرکز همایش و تالار موسیقی اوسکالدونا در بیلبائو
گاستلوگاتسه
ذخیره‌گاه زیست‌کره اوردایبای
پارک طبیعی اورکیولا

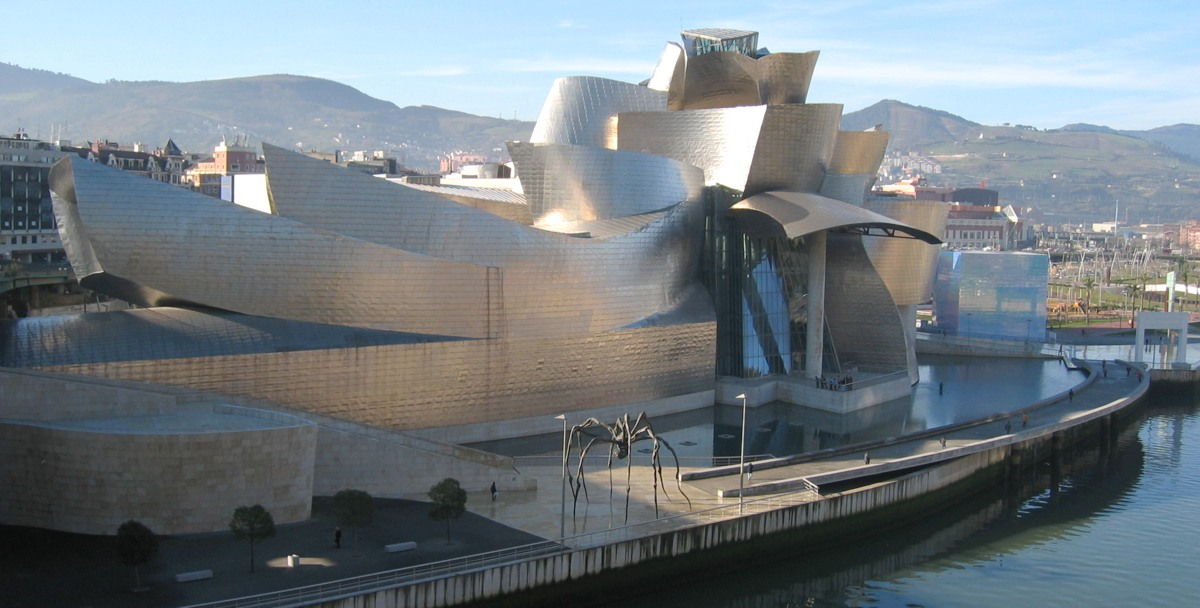
موزه گوگنهایم و خور بیلبائو
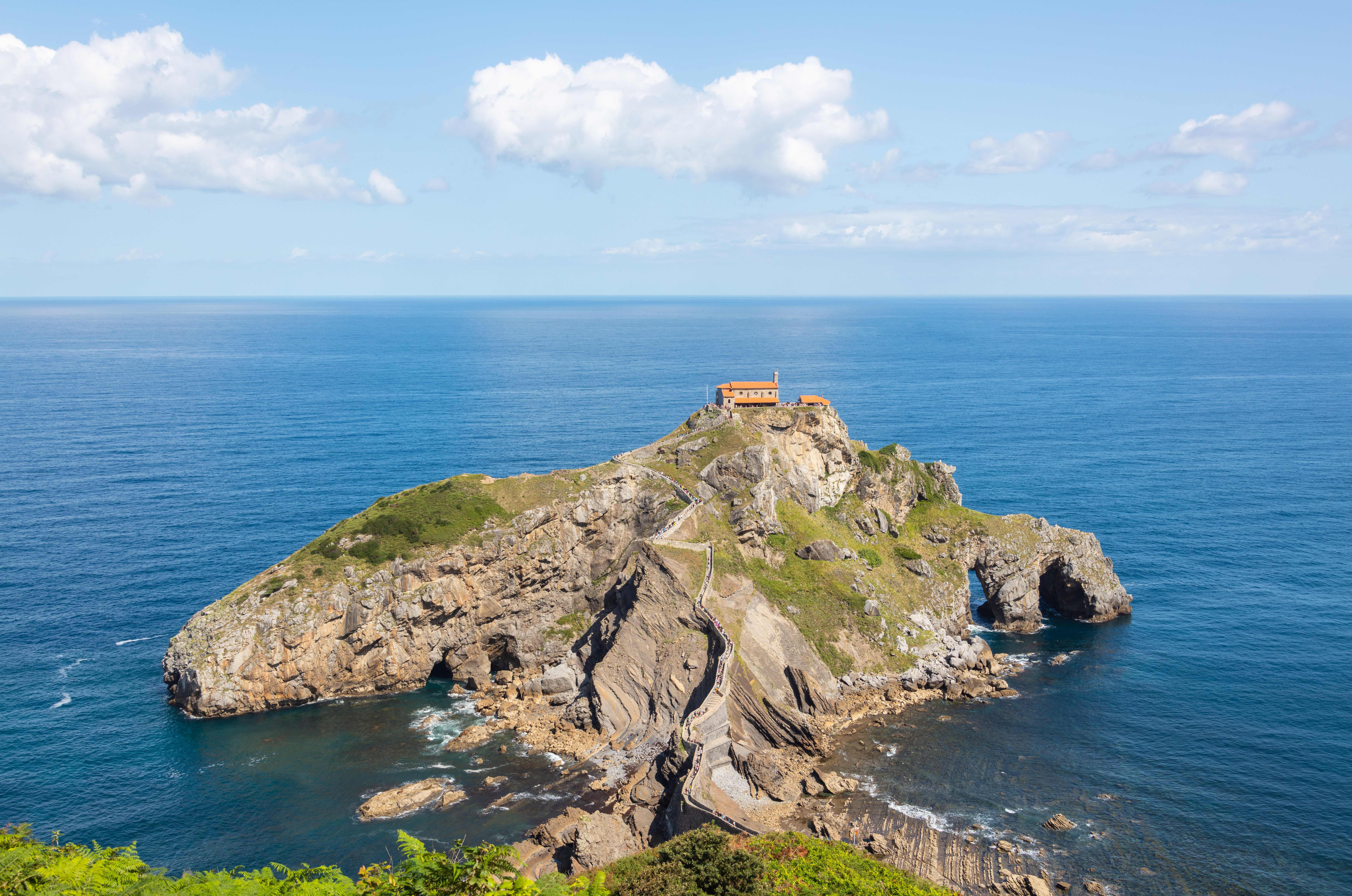
جزیرهٔ گاستلوگاتسه
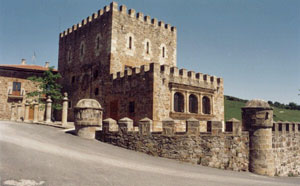
خانهٔ شوراهای آبیانادا
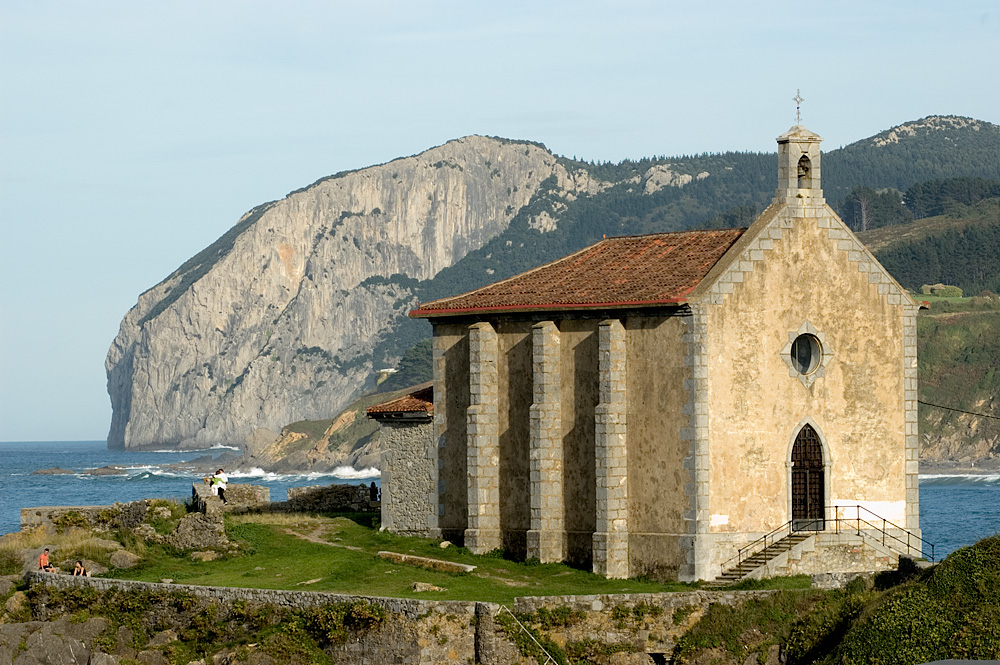
منطقهٔ اوردایبای